# Natalija Bolotova
Natalija Bolotova, ruska lokostrelka, * 9. marec 1963.
Sodelovala je na lokostrelskem delu poletnih olimpijskih igrah leta 2004, kjer je osvojila 30. mesto v individualni in 9. mesto v ekipni konkurenci.